# HD 151862
HD 151862，又名BD+13 3233，SAO 102410、HR 6246，是一颗恒星，视星等为5.91，位于銀經31.51，銀緯32.94，其B1900.0坐标为赤經16h 44m 57.5s，赤緯+13° 32.94′ 8″。